# Чемпионат России по плаванию на короткой воде 2014
Чемпионат России по плаванию на короткой воде 2014 прошёл с 8 по 12 ноября в Казани, Татарстан во Дворце водных видов спорта.
Чемпионат являлся квалификационным к чемпионату мира в Дохе (Катар), который прошёл 3 — 7 декабря. На него отобрались 36 пловцов: 21 мужчина и 15 женщин.
В соревновании приняли участие более 500 спортсменов из 59 субъектов. Было установлено шесть взрослых рекордов России и 17 юношеских.
Наивысшие результаты по таблице очков FINA Олег Костин (Нижний Новгород) — 943 очка на дистанции 200 м брассом — 2.03,04 и Вероника Попова (Санкт-Петербург) — 949 очков на дистанции 200 м вольным стилем — 1.53,09 (рекорд России).
Больше всего золотых медалей — по пять — завоевали Вероника Попова (также выиграла больше всех медалей — 9, ещё 3 серебряных медалей и одну бронзовую), Розалия Насретдинова (Москва) и Олег Тихобаев (СПб).

## Рекорды, установленные на чемпионате
Рекорды России
1. Семён Макович (Самарская область) — 400 м комплексным — финал — 4.03,91.
2. Анастасия Лязева (Санкт-Петербург) — 50 м баттерфляем — полуфинал — 25,83.
3. Светлана Чимрова (Москва) — 100 м баттерфляем — финал — 57,03.
4. Виталина Симонова (Новосибирская область — Оренбургская область) — 200 м брассом — финал — 2.18,03.
5. Вероника Попова (Санкт-Петербург) — 200 м вольным стилем — финал — 1.53,09.
6. Смешанная комбинированная эстафета 4х50 м — Санкт-Петербург (Екатерина О. Андреева, Анастасия Лязева, Кирилл Пригода, Олег Тихобаев) — финал — 1.40,77.

Юношеские рекорды России
1. Евгений Седов (Волгоградская область) — 50 м баттерфляем — предварительный заплыв — 23,38.
2. Евгений Седов (Волгоградская область) — 50 м баттерфляем — полуфинал — 23,25.
3. Евгений Седов (Волгоградская область) — 50 м вольным стилем — финал — 21,27.
4. Антон Чупков (Москва) — 100 м брассом — полуфинал — 58,57.
5. Антон Чупков (Москва) — 100 м брассом — финал — 58,08.
6. Антон Чупков (Москва) — 200 м брассом — финал — 2.05,51.
7. Мария Асташкина (Пензенская область) — 50 м брассом — предварительный заплыв — 31,24.
8. Мария Асташкина (Пензенская область) — 100 м брассом — полуфинал — 1.05,82.
9. Мария Асташкина (Пензенская область) — 200 м брассмо — финал — 2.20,92.
10. Антон Скуднов (Санкт-Петербург) — 400 м вольным стилем — предварительный заплыв — 3.48,39.
11. Антон Скуднов (Санкт-Петербург) — 400 м вольным стилем — финал — 3.47,17.
12. Александр Садовников (Волгоградская область) — 100 м баттерфляем — полуфинал — 52,14.
13. Дарья Устинова (Свердловская область) — 200 м на спине — финал — 2.05,29.
14. Софья Сподаренко (Тюменская область) — 50 м брассом — финал — 30,93.
15. Валерия Саламатина (Свердловская область) — финал — 800 м вольным стилем — 8.26,13.
16. Дмитрий Кузнецов (Калужская область) — 1500 м вольным стилем — 15.04,71.
17. Арина Опенышева (Красноярский край) — 200 м вольным стилем — финал — 1.56,40[1].

## Призёры

### Мужчины
| Дисциплины                       | Золото | Золото   | Серебро | Серебро  | Бронза | Бронза   |
| -------------------------------- | --- | -------- | --- | -------- | --- | -------- |
| 50 м вольным стилем              | Олег Тихобаев Санкт-Петербург                                                                                       | 21.02    | Евгений Седов Волгоградская областьСергей Фесиков ЯНАО — Пензенская область                                                | 21.27    | — | —        |
| 100 м вольным стилем             | Данила Изотов Краснодарский край                                                                                    | 46.66    | Сергей Фесиков ЯНАО — Пензенская область                                                                                   | 46.67    | Никита Коновалов Волгоградская область                                                                                          | 47.15    |
| 200 м вольным стилем             | Данила Изотов Краснодарский край                                                                                    | 1:41.94  | Михаил Полищук Москва | 1:43.91  | Вячеслав Андрусенко Санкт-Петербург                                                                                             | 1:43.99  |
| 400 м вольным стилем             | Михаил Полищук Москва                                                                                               | 3:42.45  | Александр Красных Татарстан                                                                                                | 3:42.66  | Евгений Куликов Москва | 3:43.79  |
| 1500 м вольным стилем            | Евгений Куликов Москва                                                                                              | 14:56.79 | Сергей Стрельников Волгоградская область                                                                                   | 15:00.55 | Сергей Большаков Московская обл. — Удмуртия                                                                                     | 15:03.72 |
|                                  | |          | |          | |          |
| 50 м на спине                    | Станислав Донец Ульяновская область                                                                                 | 23.69    | Виталий Борисов Пензенская область                                                                                         | 23.86    | Антон Бутымов Коми | 24.12    |
| 100 м на спине                   | Станислав Донец Ульяновская область                                                                                 | 51.20    | Павел Космынин Волгоградская область                                                                                       | 51.57    | Антон Бутымов Коми | 51.63    |
| 200 м на спине                   | Дмитрий Горбунов Москва                                                                                             | 1:53.79  | Игорь Сорокин Москва | 1:54.40  | Антон Анчин Башкортостан | 1:55.46  |
|                                  | |          | |          | |          |
| 50 м брассом                     | Кирилл Пригода Санкт-Петербург                                                                                      | 26.48    | Сергей Гейбель Новосибирская область                                                                                       | 26.54    | Олег Костин Нижегородская область                                                                                               | 26.67    |
| 100 м брассом                    | Олег Костин Нижегородская область                                                                                   | 57.19    | Кирилл Пригода Санкт-Петербург                                                                                             | 57.65    | Андрей Николаев Калужская область                                                                                               | 57.92    |
| 200 м брассом                    | Олег Костин Нижегородская область                                                                                   | 2:03.04  | Кирилл Пригода Санкт-Петербург                                                                                             | 2:04.76  | Михаил Доринов Нижегородская область                                                                                            | 2:04.82  |
|                                  | |          | |          | |          |
| 50 м баттерфляем                 | Никита Коновалов Волгоградская область                                                                              | 22.69    | Александр Попков Санкт-Петербург                                                                                           | 22.71    | Евгений Седов Волгоградская область                                                                                             | 23.11    |
| 100 м баттерфляем                | Евгений Коротышкин Москва                                                                                           | 50.10    | Сергей Фесиков ЯНАО — Пензенская область                                                                                   | 50.55    | Никита Коновалов Волгоградская область                                                                                          | 50.93    |
| 200 м баттерфляем                | Александр Кудашев Самарская область                                                                                 | 1:51.80  | Николай Скворцов Калужская область                                                                                         | 1:52.83  | Богдан Ионов Москва | 1:55.48  |
|                                  | |          | |          | |          |
| 100 м комплексное плавание       | Вячеслав Прудников Санкт-Петербург                                                                                  | 53.58    | Даниил Пасынков Москва | 53.62    | Дмитрий Жилин Москва | 54.16    |
| 200 м комплексное плавание       | Семён Макович Самарская область                                                                                     | 1:54.93  | Даниил Пасынков Москва | 1:56.45  | Дмитрий Горбунов Москва | 1:56.95  |
| 400 м комплексное плавание       | Семён Макович Самарская область                                                                                     | 4:03.91  | Александр Тихонов Москва                                                                                                   | 4:05.56  | Даниил Пасынков Москва | 1:56.45  |
|                                  | |          | |          | |          |
| Эстафета 4×50 м вольным стилем   | Красноярский край Андрей Арбузов (21.75) Виктор Кондратьев (22.11) Иван Рыбкин (21.83) Алексей Амосов (21.68)       | 1:27.37  | Москва Евгений Коротышкин (21.95) Станислав Степанов (21.91) Михаил Полищук (21.95) Дмитрий Ермаков (21.71)                | 1:27.52  | Санкт-Петербург Александр Андреев (22.20) Владислав Серый (22.02) Никита Курочкин (21.76) Евгений Айзетуллов (21.81)            | 1:27.53  |
| Эстафета 4×100 м вольным стилем  | Санкт-Петербург Олег Тихобаев (47.29) Евгений Айзетуллов (48.29) Вячеслав Прудников (48.79) Евгений Лагунов (46.87) | 3:11.24  | Москва Михаил Довгалюк (48.00) Дмитрий Ермаков (47.73) Андрей Жилкин (48.82) Артём Лобузов (48.34)                         | 3:12.89  | Волгоградская область Евгений Королюк (48.93) Степан Сурков (48.09) Михаил Украинский (48.92) Иван Кузьменко (47.74)            | 3:13.68  |
| Эстафета 4×200 м вольным стилем  | Москва Артём Лобузов (1:44.66) Даниил Пасынков (1:46.30) Дмитрий Ермаков (1:46.22) Михаил Полищук (1:45.18)         | 7:02.36  | Санкт-Петербург Евгений Айзетуллов (1:46.81) Елисей Степанов (1:44.70) Антон Скуднов (1:46.91) Александр Фёдоров (1:45.93) | 7:06.08  | Волгоградская область Степан Сурков (1:45.88) Евгений Королюк (1:46.92) Михаил Украинский (1:48.50) Дмитрий Боканхель (1:46.42) | 7:07.72  |
| Комбинированная эстафета 4×50 м  | Москва Игорь Сорокин (24.75) Антон Чупков (27.12) Евгений Коротышкин (22.92) Артём Лобузов (21.78)                  | 1:36.57  | Санкт-Петербург Роман Михайлов (25.04) Руслан Григорьев (27.06) Кирилл Киселёв (22.64) Александр Андреев (21.90)           | 1:36.64  | Волгоградская область Денис Коваленко (25.04) Кирилл Стрельников (26.80) Роман Рыбин (23.29) Михаил Украинский (21.84)          | 1:36.97  |
| Комбинированная эстафета 4×100 м | Санкт-Петербург Роман Михайлов (53.93) Кирилл Пригода (58.02) Вячеслав Прудников (50.61) Олег Тихобаев (46.36)      | 3:28.92  | Волгоградская область Павел Космынин (52.11) Кирилл Стрельников (59.59) Никита Коновалов (50.09) Иван Кузьменко (47.55)    | 3:29.34  | Москва Дмитрий Мальцев (53.19) Антон Чупков (57.95) Евгений Коротышкин (50.62) Михаил Полищук (47.76)                           | 3:29.25  |

### Женщины
| Дисциплины                       | Золото | Золото  | Серебро | Серебро | Бронза | Бронза  |
| -------------------------------- | --- | ------- | --- | ------- | --- | ------- |
| 50 м вольным стилем              | Розалия Насретдинова Москва                                                                                         | 24.34   | Елизавета Базарова Тульская область | 24.54   | Светлана Княгинина Санкт-Петербург — Коми                                                                                 | 24.86   |
| 100 м вольным стилем             | Вероника Попова Санкт-Петербург                                                                                     | 53.04   | Елена Соколова Москва | 53.55   | Маргарита Нестерова Белгородская область                                                                                  | 53.95   |
| 200 м вольным стилем             | Вероника Попова Санкт-Петербург                                                                                     | 1:53.09 | Виктория Андреева Пензенская область | 1:55.32 | Арина Опёнышева Красноярский край                                                                                         | 1:56.40 |
| 400 м вольным стилем             | Вероника Попова Санкт-Петербург                                                                                     | 4:03.42 | Елена Соколова Москва | 4:05.35 | Анастасия Иваненко Коми                                                                                                   | 4:06.03 |
| 800 м вольным стилем             | Валерий Саламатина Свердловская область                                                                             | 8:26.13 | Анастасия Иваненко Коми | 8:28.85 | Елизавета Горшкова Москва                                                                                                 | 8:30.84 |
|                                  | |         | |         | |         |
| 50 м на спине                    | Александра Папуша Москва                                                                                            | 27.11   | Надежда Винюкова Москва | 27.47   | Дарья К. Устинова Свердловская область                                                                                    | 27.49   |
| 100 м на спине                   | Дарья К. Устинова Свердловская область                                                                              | 58.15   | Полина Лапшина Свердловская область | 58.49   | Маргарита Нестерова Белгородская область                                                                                  | 58.77   |
| 200 м на спине                   | Дарья К. Устинова Свердловская область                                                                              | 2:05.29 | Анастасия Осипенко Красноярский край | 2:06.34 | Полина Лапшина Свердловская область                                                                                       | 2:06.47 |
|                                  | |         | |         | |         |
| 50 м брассом                     | Валентна Артемьева Новосибирская область                                                                            | 30.53   | Наталья Иванеева Волгоградская область                                                                                                  | 30.55   | Софья Сподаренко Тюменская область                                                                                        | 30.93   |
| 100 м брассом                    | Валентна Артемьева Новосибирская область                                                                            | 1:05.45 | Мария Асташкина Пензенская область | 1:05.67 | Дарья Деева Свердловская область                                                                                          | 1:05.69 |
| 200 м брассом                    | Виталина Симонова Новосибирская обл. — Оренбургская обл.                                                            | 2:18.03 | Мария Асташкина Пензенская область | 2:20.92 | Софья Андреева Санкт-Петербург                                                                                            | 2:21.67 |
|                                  | |         | |         | |         |
| 50 м баттерфляем                 | Розалия Насретдинова Москва                                                                                         | 25.98   | Анастасия Лязева Санкт-Петербург | 26.01   | Дарья Цветкова Алтайский крайСветлана Чимрова Москва                                                                      | 26.08   |
| 100 м баттерфляем                | Светлана Чимрова Москва                                                                                             | 57.03   | Анастасия Лязева Санкт-Петербург | 57.67   | Алина Кашинская Свердловская область                                                                                      | 58.40   |
| 200 м баттерфляем                | Вероника Попова Санкт-Петербург                                                                                     | 2:06.94 | Дарья Шмакова Омская область | 2:09.87 | Екатерина Львова Севастополь                                                                                              | 2:12.31 |
|                                  | |         | |         | |         |
| 100 м комплексное плавание       | Виталина Симонова Новосибирская обл. — Оренбургская обл.                                                            | 1:00.05 | Екатерина И. Андреева Владимирская область                                                                                              | 1:00.38 | Ирина Шваева Санкт-Петербург                                                                                              | 1:00.76 |
| 200 м комплексное плавание       | Виктория Андреева Пензенская область                                                                                | 2:09.18 | Вероника Попова Санкт-Петербург | 2:09.24 | Екатерина И. Андреева Владимирская область                                                                                | 2:09.89 |
| 400 м комплексное плавание       | Яна Мартынова Татарстан                                                                                             | 4:31.14 | Виктория Малютина Пензенская область | 4:32.82 | Виктория Андреева Пензенская область                                                                                      | 4:35.34 |
|                                  | |         | |         | |         |
| Эстафета 4×50 м вольным стилем   | Москва Розалия Насретдинова (24.51) Екатерина Кудинова (25.09) Мария Резникова (24.57) Мария Куделькина (25.54)     | 1:39.71 | Санкт-Петербург Вероника Попова (24.64) Дарья С. Устинова (24.92) Ирина Шваева (25.53) Дарья Карташова (24.98)                          | 1:40.07 | Татарстан Олеся Корчагина (26.03) Ирина Приходько (25.55) Яна Мартынова (26.43) Лилия Гиниятуллина (26.05)                | 1:44.06 |
| Эстафета 4×100 м вольным стилем  | Москва Розалия Насретдинова (54.40) Мария Резникова (54.71) Кристина Пухова (54.81) Елена Соколова (53.72)          | 3:37.64 | Санкт-Петербург Дарья С. Устинова (55.18) Дарья Карташова (55.01) Ксения Козюк (55.98) Вероника Попова (53.08)                          | 3:39.25 | Свердловская область Полина Лапшина (54.35) Дарья К. Устинова (54.97) Алина Кашинская (55.47) Валерия Саламатина (55.40)  | 3:40.19 |
| Эстафета 4×200 м вольным стилем  | Санкт-Петербург Вероника Попова (1:55.36) Ирина Шваева (1:59.44) Ксения Козюк (2:00.98) Дарья С. Устинова (1:58.49) | 7:54.27 | Свердловская область Валерия Саламатина (1:57.27) Анастасия Кирпичникова (1:59.59) Дарья К. Устинова (2:00.53) Полина Лапшина (1:59.98) | 7:57.38 | Москва Мария Резникова (2:00.42) Валерия Колотушкина (2:00.34) Кристина Пухова (2:01.23) Елена Соколова (1:57.65)         | 7:59.64 |
| Комбинированная эстафета 4×50 м  | Москва Надежда Винюкова (27.52) Вера Калашникова (31.01) Светлана Чимрова (25.90) Розалия Насретдинова (24.02)      | 1:48.45 | Новосибирская область Ксения Лепихина (58.25) Валентина Артемьева (29.52) Мария Петрова (27.95) Арина Суркова (24.69)                   | 1:50.41 | Санкт-Петербург Екатерина О. Андреева (28.33) Дарья Чикунова (31.62) Алина Тринеева (27.02) Светлана Княгинина (24.17)    | 1:51.30 |
| Комбинированная эстафета 4×100 м | Свердловская область Дарья К. Устинова (58.28) Дарья Деева (1:06.04) Алина Кашинская (58.25) Полина Лапшина (54.07) | 3:56.64 | Москва Александра Папуша (59.07) Вера Калашникова (1:07.28) Светлана Чимрова (57.29) Елена Соколова (53.34)                             | 3:57.98 | Санкт-Петербург Екатерина О. Андреева (1:00.12) Софья Андреева (1:08.40) Анастасия Лязева (58.12) Вероника Попова (53.17) | 3:59.81 |

### Смешанные дисциплины
| Дисциплины                      | Золото | Золото  | Серебро | Серебро | Бронза | Бронза  |
| ------------------------------- | --- | ------- | --- | ------- | --- | ------- |
| Эстафета 4×50 м вольным стилем  | Санкт-Петербург Олег Тихобаев (21.14) Евгений Лагунов (21.25) Светлана Княгинина (24.65) Дарья С. Устинова (24.62)  | 1:31.66 | Москва Артём Лобузов (22.42) Евгений Коротышкин (21.97) Розалия Насретдинова (24.14) Мария Резникова (24.84)  | 1:33.37 | Волгоградская область Евгений Седов (20.85) Иван Кузьменко (21.34) Екатерина Яковлева (26.06) Татьяна Баскакова (26.02) | 1:34.27 |
| Комбинированная эстафета 4×50 м | Санкт-Петербург Екатерина О. Андреева (27.99) Кирилл Пригода (26.13) Анастасия Лязева (26.16) Олег Тихобаев (20.49) | 1:40.77 | Москва Александра Папуша (27.25) Антон Чупков (26.78) Евгений Коротышкин (22.78) Розалия Насретдинова (24.51) | 1:41.32 | Пензенская область Виталий Борисов (23.92) Мария Асташкина (30.87) Сергей Фесиков (22.26) Виктория Андреева (24.54)     | 1:42.15 |